# 1993年の鉄道
1993年の鉄道（1993ねんのてつどう）とは、1993年（平成5年）に起こった鉄道関係の出来事をまとめたページである。
1992年の鉄道 - 1993年の鉄道 - 1994年の鉄道

## 出来事の一覧

### 1月
- 1月15日
  - 大韓民国鉄道庁
    - （新線開業） 果川線 仁徳院駅 - 衿井駅 (5.5km)
    - （新駅開業） 仁徳院駅、坪村駅、ポムゲ駅、衿井駅（果川線）

### 3月
- 3月3日
  - 福岡市交通局
    - （延伸開業） 空港線 博多駅 - 福岡空港駅 (3.3km)
    - （新駅開業） 東比恵駅、福岡空港駅（空港線）
    - （路線愛称使用開始） 空港線 ← 1号線
    - （路線愛称使用開始） 箱崎線 ← 2号線
- 3月4日
  - 大阪市交通局
    - （延伸開業） 堺筋線 動物園前駅 - 天下茶屋駅 (1.5km)
    - （新駅開業） 天下茶屋駅（堺筋線）
- 3月14日
  - 西日本旅客鉄道
    - （新駅開業） 広川ビーチ駅（紀勢本線 紀伊由良駅 - 湯浅駅間）
- 3月18日
  - 北海道旅客鉄道
    - （ワンマン運転開始） 宗谷本線 名寄駅 - 稚内駅
    - （ワンマン運転開始） 根室本線 滝川駅 - 釧路駅

  - 西日本旅客鉄道
    - （新駅開業） 東山公園駅（山陰本線 伯耆大山駅 - 米子駅間）
    - （駅名改称） 西出雲駅←知井宮駅、出雲大社口駅←神西駅（山陰本線）
    - （ワンマン運転開始） 大糸線 南小谷駅 - 糸魚川駅

  - 四国旅客鉄道
    - （電化） 予讃線 新居浜駅 - 今治駅 (41.8km・直流1,500V)
    - （高速化） 予讃線 高松駅 - 松山駅
    - （ワンマン運転開始） 土讃線 多度津駅 - 琴平駅

  - 日本貨物鉄道
    - （駅移設・改称） 静岡貨物駅 ← 東静岡駅（東海道本線）

  - 横浜市交通局
    - （延伸開業） 3号線 新横浜駅 - あざみ野駅 (10.9km)
    - （新駅開業） 新横浜北駅、新羽駅、仲町台駅、センター南駅、センター北駅、中川駅、あざみ野駅（3号線）

  - JR東海交通事業
    - （延伸開業） 城北線 尾張星の宮駅 - 枇杷島駅 (1.9km)
    - （新駅開業） 枇杷島駅（城北線）

  - 平成筑豊鉄道
    - （新駅開業） 東犀川三四郎駅（田川線 新豊津駅 - 犀川駅間）
    - （新駅開業） 柿下温泉口駅（田川線 内田駅 - 勾金駅間）

  - 錦川鉄道
    - （新駅開業） 守内かさ神駅（錦川清流線 御庄駅 - 南河内駅間）
- 3月20日
  - 神戸市交通局
    - （新駅開業） 西神南駅（西神延伸線 伊川谷駅 - 西神中央駅間）
    - （駅名改称） 県庁前駅 ← 山手（県庁前）駅（山手線）
- 3月31日
  - 越後交通
    - （路線廃止） 長岡線 西長岡駅 - 越後関原駅 (4.3km)（1992年4月1日から休止）
    - （駅廃止） 西中学校前駅、日越駅、上除駅、越後関原駅（長岡線）

### 4月
- 4月1日
  - 東日本旅客鉄道
    - （駅名改称） 甲斐大和駅 ← 初鹿野駅、勝沼ぶどう郷駅 ← 勝沼駅、春日居町駅 ← 別田駅、石和温泉駅 ← 石和駅（中央本線（中央東線））

  - 京浜急行電鉄
    - （延伸開業） 空港線 穴守稲荷駅 - 羽田駅 (0.6km)（事実上穴守稲荷駅 - 羽田空港駅の移設）
    - （新駅開業） 羽田駅（空港線。事実上羽田空港駅の移転）

  - 函館市交通局
    - （路線廃止） 本線 函館駅前駅 - ガス会社前停留場 (1.8km)
    - （路線廃止） 宮前線 ガス会社前駅 - 五稜郭公園前停留場 (1.8km)
    - （駅廃止） 若松町停留場、海岸町停留場、万代町停留場、ガス会社前駅（本線）
    - （駅廃止） ガス会社前駅、宮前町停留場、新世橋前駅、西武テーオー前停留場、梁川町停留場（宮前線）

  - 南海電気鉄道
    - （路線廃止） 天王寺支線 今池町駅 - 天王寺駅 (1.2km)
    - （駅廃止） 今池町駅、飛田本通駅、天王寺駅（天王寺支線）
- 4月3日
  - 大阪観光
    - （路線休止） 箕面鋼索鉄道線 山下駅 - 山上駅 (0.1km)
    - （駅休止） 山下駅、山上駅（箕面鋼索鉄道線）
- 4月15日
  - 福井鉄道
    - （駅名改称） ベル前駅 ← 花堂南駅（福武線）
- 4月18日
  - 南海電気鉄道
    - （新駅開業） 岸里玉出駅（南海本線・高野線、岸ノ里駅と玉出駅を統合）
    - （高架化） 南海本線 萩ノ茶屋駅 - 岸里玉出駅
    - （駅廃止） 岸ノ里駅（南海本線）、玉出駅（高野線）
- 4月20日
  - 札幌市交通局
    - （駅名改称） 山鼻9条停留場 ← 中央保健所前駅（山鼻線）
- 4月21日
  - ソウル特別市地下鉄公社
    - （延伸開業） 4号線 タンゴゲ駅 - 上渓駅 (1.2km)
    - （新駅開業） タンゴゲ駅（4号線）

### 5月
- 5月23日
  - TGV
    - （新線開業） LGV北線 パリ北駅 - アラス駅

### 7月
- 7月24日
  - 東海旅客鉄道
    - （複線化） 関西本線 富田浜駅 - 四日市駅
- 7月27日
  - 四国旅客鉄道
    - （高架化） 佐古駅（徳島線・高徳線）
- 7月30日
  - 大阪観光
    - （路線廃止） 箕面鋼索鉄道線 山下駅 - 山上駅 (0.1km)（同年4月3日から休止）
    - （駅廃止） 山下駅、山上駅（箕面鋼索鉄道線）

### 8月
- 8月1日
  - 東海旅客鉄道
    - （信号場新設） 春田信号場（関西本線 八田駅 - 蟹江駅間）
    - （信号場新設） 白鳥信号場（関西本線 永和駅 - 弥富駅間）

  - 新潟交通
    - （路線廃止） 電車線 月潟駅 - 燕駅 (11.9km)
    - （駅廃止） 六分駅、新飯田駅、小中川駅、灰方駅、燕駅（電車線）

  - 南阿蘇鉄道
    - （駅名改称） 阿蘇下田城ふれあい温泉駅（現・阿蘇下田城駅）←阿蘇下田駅（高森線）
- 8月12日
  - 名古屋市交通局
    - （延伸開業） 鶴舞線 上小田井駅 - 庄内緑地公園駅 (1.4km)
    - （新駅開業） 上小田井駅（鶴舞線）

### 9月
- 9月21日
  - 四国旅客鉄道
    - （路線移設） 予讃線 坂出駅付近
    - （複線化） 予讃線 坂出駅 - 丸亀駅

  - 近畿日本鉄道
    - （常設駅化） 近鉄宮津駅 ← 三山木信号所（京都線 三山木駅 - 狛田駅間）
- 9月24日
  - 北海道旅客鉄道
    - （駅廃止） （臨）フイハップ浜駅（日高本線）
- 9月26日
  - TGV
    - （延伸開業） LGV北線 アラス駅 - リール・ユーロップ駅
- 9月27日
  - 東京モノレール
    - （延伸開業） 東京モノレール羽田線 羽田駅 - 羽田空港駅 (4.4km)
    - （路線移設） 東京モノレール羽田線 整備場駅 - 羽田駅 (0.8km)
    - （新駅開業） 新整備場駅、羽田空港駅（東京モノレール羽田線）
    - （駅移設） 羽田駅（東京モノレール羽田線）
    - （駅名改称） 整備場駅 ← 羽田整備場駅（東京モノレール羽田線）

### 10月
- 10月1日
  - 北海道旅客鉄道
    - （ワンマン運転開始） 江差線 五稜郭駅 - 木古内駅
    - （ワンマン運転開始） 函館本線 函館駅 - 五稜郭駅（江差線列車のみ）

  - 四国旅客鉄道
    - （ワンマン運転開始） 予讃線 多度津駅 - 観音寺駅

  - 九州旅客鉄道
    - （駅名改称） 吉野ケ里公園駅 ← 三田川駅（長崎本線）

  - 土佐くろしお鉄道
    - （新駅開業） 佐賀公園駅（中村線 土佐佐賀駅 - 土佐白浜駅間）
- 10月19日
  - 上毛電気鉄道
    - （新駅開業） 東新川駅（上毛線 新川駅 - 赤城駅間）

  - ソウル特別市地下鉄公社
    - （延伸開業） 3号線 良才駅 - 水西駅 (7.5km)
    - （新駅開業） メボン駅、道谷駅、大峙駅、ハンニョウル駅、テチョン駅、逸院駅、水西駅（3号線）

### 11月
- 11月1日
  - 西日本鉄道
    - （ワンマン運転開始） 境線 米子駅 - 境港駅（一部列車除く）

  - 土佐電気鉄道
    - （新駅開業） 県立美術館通停留場（後免線 西高須停留場 - 高須停留場間）
- 11月15日
  - 東武鉄道
    - （新駅開業） ふじみ野駅（東上本線 鶴瀬駅 - 上福岡駅間）

### 12月
- 12月1日
  - 日本貨物鉄道
    - （第二種鉄道事業廃止） 豊肥本線 熊本駅 - 竜田口駅 (8.9km)

## 主なダイヤ改正

### 2月
- 2月21日
  - 名古屋鉄道（尾西線）

### 3月
- 3月3日
  - 九州旅客鉄道・福岡市交通局
    - 筑肥線・空港線・箱崎線ダイヤ改正。
- 3月17日
  - 近畿日本鉄道
- 3月18日
  - 北海道旅客鉄道・東日本旅客鉄道・東海旅客鉄道・西日本旅客鉄道・四国旅客鉄道・九州旅客鉄道・日本貨物鉄道
- 3月28日
  - 名古屋鉄道（犬山線）

### 4月
- 4月1日
  - 京成電鉄・北総開発鉄道
  - 京浜急行電鉄
- 4月10日
  - 東日本旅客鉄道
    - 東京圏ダイヤ改正。
    - 中央快速線に「通勤特快」新設。「青梅特快」停車駅に国分寺駅を追加。

### 7月
- 7月2日
  - 東日本旅客鉄道
    - 房総地区ダイヤ改正。
- 7月9日
  - 神戸市交通局
    - 西神・山手線新神戸駅 - 西神中央駅間に快速の運転を開始。

### 8月
- 8月1日
  - 東海旅客鉄道
- 8月12日
  - 名古屋鉄道・名古屋市交通局
    - （相互直通運転開始） 犬山線・鶴舞線

### 9月
- 9月21日
  - 近畿日本鉄道

### 10月
- 10月1日
  - 四国旅客鉄道

### 12月
- 12月1日
  - 東日本旅客鉄道
- 12月6日
  - 西武鉄道

## 災害・不通・事故・事件など

### 3月
- 3月28日
  - 大韓民国鉄道庁
    - （事故） 京釜線 亀浦駅で「ムグンファ号」が脱線（亀浦駅列車転覆事故）

### 6月
- 6月10日
  - 東海旅客鉄道
    - （事件） 東海道新幹線 岐阜羽島駅 - 米原駅間で、上り線のワイヤロープが切断される（東海道新幹線墨子事件）

### 8月
- 8月1日
  - 九州旅客鉄道
    - （災害・不通） 日豊本線 国分駅 - 大隅大川原駅（平成5年8月豪雨(8.1豪雨)による盛土崩落のため）
- 8月6日
  - 九州旅客鉄道 
    - （災害・不通） 日豊本線 国分駅 - 鹿児島駅（平成5年8月豪雨(8.6豪雨)による土石流災害のため）
- 8月23日
  - 東海旅客鉄道
    - （事件） 静岡県掛川市を走行中の東海道新幹線「のぞみ24号」車内で殺人事件発生（のぞみ24号殺人事件）
- 8月28日
  - 東海旅客鉄道
    - （事件） 東海道新幹線 米原駅 - 京都駅間を走行中の「のぞみ303号」がレールに巻かれた鉄製チェーンを轢き、緊急停止（東海道新幹線墨子事件）

### 9月
- 9月2日
  - 九州旅客鉄道
    - （災害・不通） 豊肥本線 緒方駅 - 三重町駅（台風による土砂崩れ発生のため）
- 9月16日
  - 九州旅客鉄道
    - （運転再開） 豊肥本線 豊後清川駅 - 三重町駅（9月2日発生の土砂崩れのため運休していた）
- 9月18日
  - 九州旅客鉄道
    - （運転再開） 日豊本線 国分駅 - 鹿児島駅（8月6日の8.6豪雨以来不通だった）
- 9月22日
  - アムトラック
    - （事故） アラバマ州モービル付近の橋梁で、走行中の「サンセット・リミテッド号」が脱線し、バイユーに転落。原因は濃霧により針路を誤った船が牽引していた艀が橋脚に衝突し、脆弱になっていたため。

### 10月
- 10月5日
  - 大阪市交通局
    - （事故） 南港ポートタウン線（ニュートラム）住之江公園駅構内で無人運転の列車が暴走し、車止めに衝突（ニュートラム暴走衝突事故）

### 12月
- 12月25日
  - 南海電気鉄道
    - （事故） 羽倉崎検車区構内で車両が車止めを越え、道路の向かい側に位置する店舗に衝突する事故が発生

## 鉄道車両

### 運転開始・運転終了・さよなら運転

#### 2月
- 2月15日
  - 東日本旅客鉄道
    - （運転開始） 209系0番台（京浜東北線・根岸線 大宮駅 - 横浜駅 - 大船駅）

#### 3月
- 3月18日
  - 四国旅客鉄道
    - （運転開始） 2000系（特急「宇和海」）
    - （運転開始） 8000系（特急「いしづち」・「しおかぜ」 新居浜駅 - 松山駅
    - （定期運転終了） キハ181系（特急「うずしお」）
    - （運転終了） キハ181系（特急「あしずり」・「いしづち」・「宇和海」・「しおかぜ」・「しまんと」）

  - 九州旅客鉄道
    - （運転開始） 787系（特急「ドリームつばめ」・「にちりんシーガイア」・「ドリームにちりん」）
    - （運転終了） ED76形・12系・14系・24系（急行「かいもん」・「日南」）

  - 帝都高速度交通営団
    - （運転開始） 06系（常磐緩行線・千代田線 取手駅 - 綾瀬駅 - 代々木上原駅）
    - （運転開始） 07系（東武東上本線・有楽町線 川越市駅 - 和光市駅 - 小竹向原駅 - 新木場駅/西武有楽町線 新桜台駅 - 小竹向原駅）

#### 4月
- 4月1日
  - 東日本旅客鉄道
    - （運転開始） 209系0番台（南武線 川崎駅 - 立川駅）

#### 6月
- 6月23日
  - 東京都交通局
    - （運転開始） 6300形（都営三田線 三田駅 - 西高島平駅）

#### 7月
- 7月2日
  - 東日本旅客鉄道
    - （運転開始） 255系「Boso View Express」（特急「ビューさざなみ」・「ビューわかしお」）

#### 8月
- 8月1日
  - 東海旅客鉄道
    - （運転開始） キハ75形（快速「みえ」）
- 8月12日
  - 名古屋市交通局
    - （運転開始） 3050形（名鉄犬山線・鶴舞線・名鉄豊田線・三河線 犬山駅 - 上小田井駅 - 赤池駅 - 梅坪駅 - 豊田市駅）

#### 11月
- 11月9日
  - 四国旅客鉄道
    - （運転終了） キハ181系（特急「うずしお」）
- 11月14日
  - 四国旅客鉄道
    - （運転終了） キハ181系

### 新系列・新形式
- 北海道旅客鉄道
  - キハ150形気動車
- 東日本旅客鉄道
  - 209系電車
  - 701系電車
  - 255系電車
  - E351系電車
- 東海旅客鉄道
  - キハ75形気動車
- 九州旅客鉄道
  - キハ125形気動車
- 日本貨物鉄道
  - クサ1000形貨車
  - タキ1000形貨車
- 西武鉄道
  - 10000系電車
  - 9000系電車
- 相模鉄道
  - 9000系電車
- 京成電鉄
  - 3400形電車
- 新京成電鉄
  - 8900形電車
- 名古屋鉄道
  - 3500系電車
- 西日本鉄道
  - 6000形電車
- 帝都高速度交通営団
  - 06系電車
  - 07系電車
- 東京都交通局
  - 6300形電車
- 名古屋市交通局
  - 3050形電車
- 関東鉄道
  - キハ2100形気動車
- 函館市交通局
  - 2000形電車
  - 3000形電車
- 富山地方鉄道
  - 8000形電車
- 長崎電気軌道
  - 1500形電車
- 大韓民国鉄道庁
  - 2000系電車

### 譲渡形式
- 上田交通←東京急行電鉄
  - 7200系電車
- 富士急行←京王帝都電鉄
  - 1000系電車
- 長野電鉄←帝都高速度交通営団
  - 3500系電車
- 近江鉄道←西武鉄道
  - 800系電車
- 土佐電気鉄道←オーストリア・グラーツ市公営企業運輸局（グラーツ市電）
  - 320形電車

### 消滅形式
- 日本貨物鉄道
  - タキ64000形貨車
- 上信電鉄
  - デハ20形電車
- 帝都高速度交通営団
  - 1500N形・2000形電車
- 東武鉄道
  - 2000系電車
- 京成電鉄
  - AE形電車
- 京阪電気鉄道
  - 500形電車
- 神戸電鉄
  - 800系電車
- 関東鉄道
  - キハ800形気動車
- 上田交通
  - 5000系電車
  - 5200系電車

### 受賞
- ブルーリボン賞：九州旅客鉄道787系電車
- ローレル賞：東海旅客鉄道300系電車、日本貨物鉄道EF200形電気機関車